# Lepadomorpha
Sous-ordre
Les Anatifes (Lepadomorpha) sont un sous-ordre de crustacés cirripèdes pédonculés. Ils s'alimentent par filtration, fixés sur un objet flottant ou des rochers, aussi ont-ils été considérés longtemps comme étant des mollusques. Ils sont aisément reconnaissables par leur fixation musclée appelée pied ou pédoncule. Ils sont souvent confondus avec d'autres espèces du sous-ordre des pédonculés comme les pouce-pied ou d'autres cirripèdes.

## Systématique, taxonomie et évolution

### Taxonomie

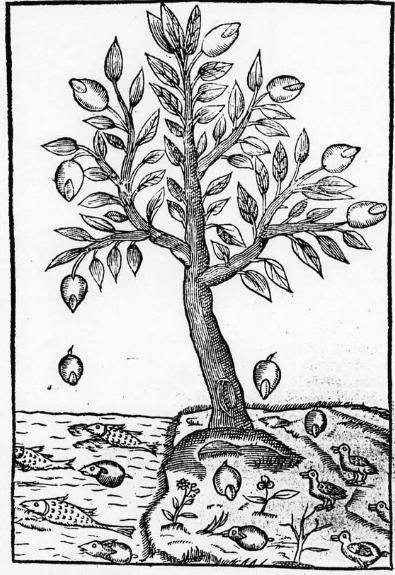
Mythe de la métamorphose des feuilles en poissons et oiseaux selon Claude Duret (Histoire admirable des plantes et herbes esmerveillables et miraculeuses en nature…, 1605).

Le terme « Anatife » est une simplification d'anatifère qui a lui-même été formé à partir du latin anas, signifiant littéralement qui porte ou engendre un canard. Plusieurs autres termes utilisés en taxonomie en ont également dérivé comme Anatiféracé, Anatifériforme. Ces termes sont considérés comme désuets.
Selon une légende écossaise se basant sur une ressemblance approximative entre ce crustacé avec le cou et la tête des Bernaches, les anatifes étaient des sortes de « jeunes pousses d'oies ». Les anatifes se développent souvent sur des morceaux de bois flotté, si bien qu'ils ont donné naissance au mythe de certains bois qui, en pourrissant dans la mer, se transforment en bernaches ou des feuilles qui en tombant sur terre se métamorphosent en ces oiseaux.

### Caractères distinctifs

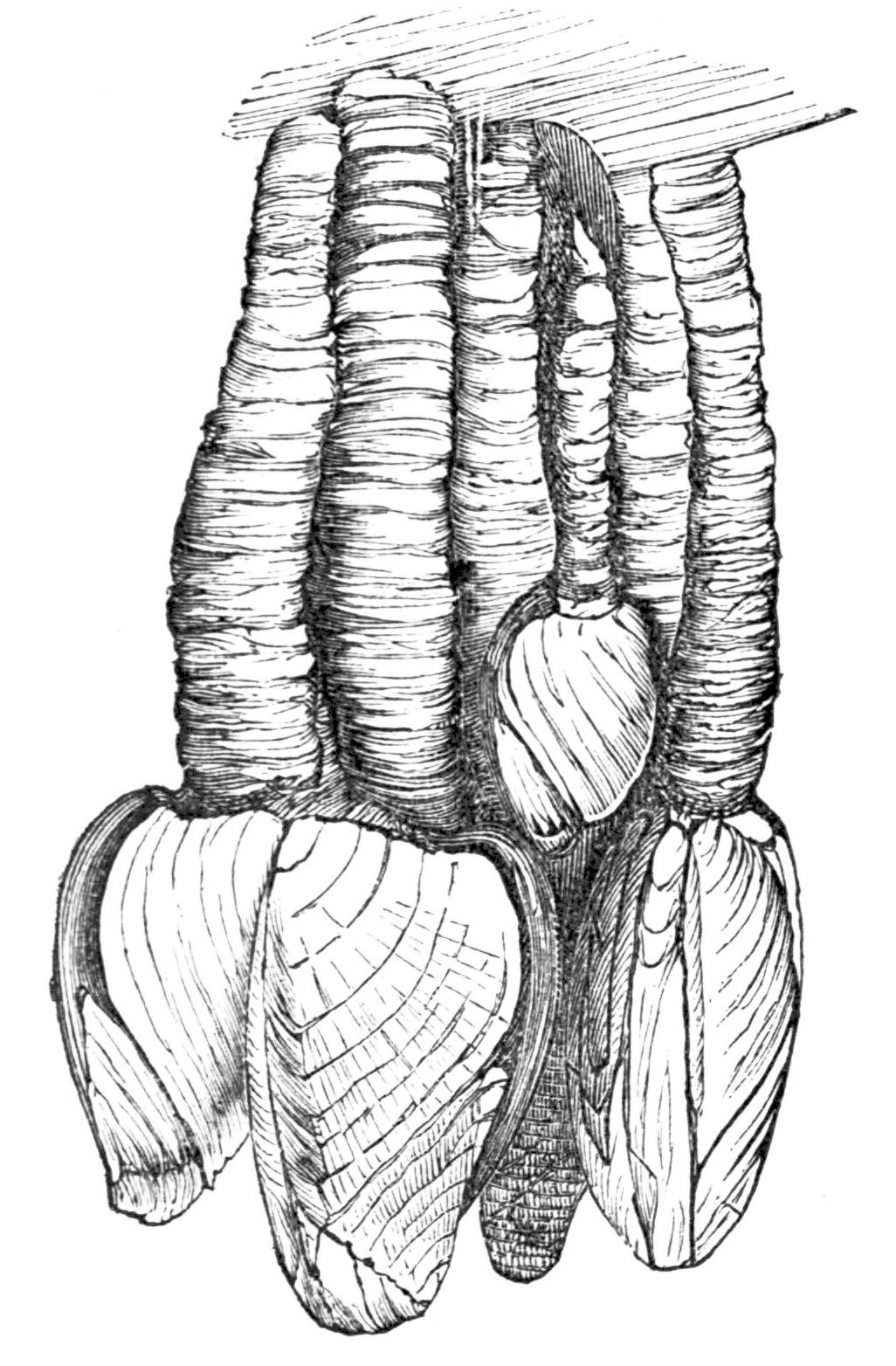
Anatifes, aquarelle du Livre Popular Science Monthly Volume 4, 1873-1874

Morphologiquement, l'anatife est composé d'un fort pédoncule surmonté d'une carapace triangulaire et aplatie.
Le pédoncule, d'une longueur moyenne de 15 cm, d'aspect rugueux et caoutchouteux, permet à l'animal de se fixer à des objets flottants.
La carapace est constituée de 5 plaques lisses de couleur blanche, le capitulum, souvent bordé de jaune-orangé. La taille du capitulum ne dépasse pas  5 cm. À l’opposé de la fente d’ouverture, la carène, une plaque impaire allongée (médiane, morphologiquement dorsale). De chaque côté, deux plaques latérales nommées tergum distal et scutum proximal. Les plaques calcaires présentent toutes des stries concentriques d’accroissement, car elles ne se détachent pas lors des mues.
Par l’ouverture du capitulum, sort un panache de cirres robustes et rétractables, structures en forme d’éventail. Lorsque les cirres sont rétractés, un muscle adducteur, tendu entre les deux plaques scutales, assure la fermeture des valves.

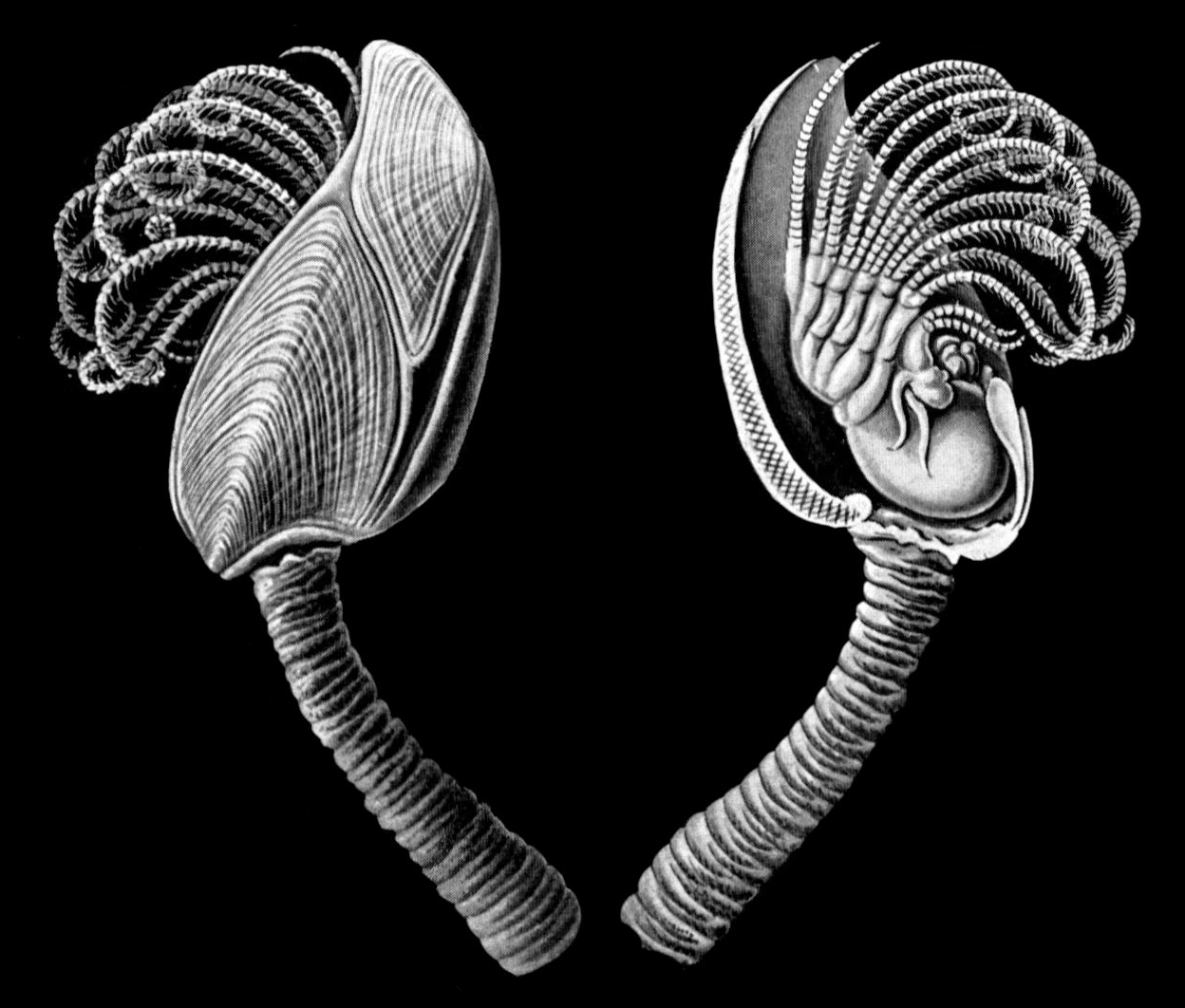
Dessins de Lepas anatifera entier et en coupe par Ernst Haeckel.

### Distribution géographique
Les anatifes sont présents dans toutes les mers du globe. Ce sont des organismes pélagiques, vivant en haute mer, nomades car fixés sur des objets flottants tels des épaves, des bouts de bois, les bouées d'amarrage ou de signalisation, des bouteilles, mais aussi des navires. Il peut même se fixer sur certains animaux marins comme des tortues et des baleines. Ils se maintiennent, ainsi, proches de la surface, dans la couche trophique la plus riche. Ils sont rarement fixés sur les rochers comme les pouce-pieds, du genre voisin pollicipes. Il n'est pas rare de pouvoir les observer fixées sur des objets échoués sur la plage après une tempête.

### Liste desfamillesexistantes
- famille Lepadidae Darwin, 1852

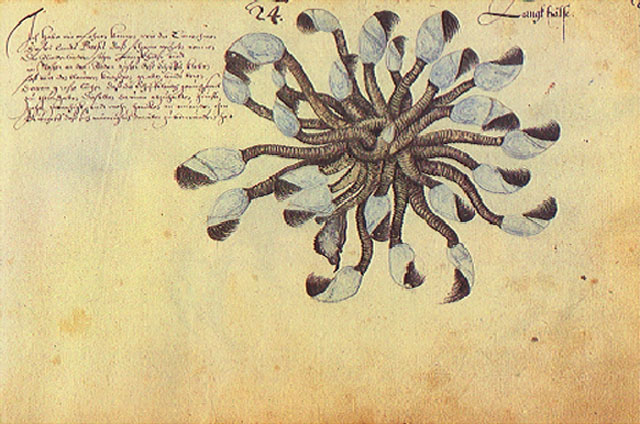
Anatifes, aquarelle du Livre des animaux du Brésil de Zacharias Wagner, 1641 (Kupferstisch-Kabinett de Dresde)

  - genre Conchoderma von Olfers, 1814
  - genre Dosima Gray, 1825
  - genre Lepas Linnaeus, 1758
- famille Oxynaspididae Gruvel, 1905
  - genre Minyaspis Van Syoc & Dekelboum, 2011
  - genre Oxynaspis Darwin, 1852
  - genre Scleraspis Van Syoc & Dekelboum, 2012
- famille Poecilasmatidae Annandale, 1909
  - genre Dichelaspis Darwin, 1852
  - genre Glyptelasma Pilsbry, 1907
  - genre Megalasma Hoek, 1883
  - genre Octolasmis Gray, 1825
  - genre Pagurolepas Stubbings, 1940
  - genre Poecilasma Darwin, 1852
  - genre Temnaspis Fischer, 1884
  - genre Trilasmis Hinds, 1844

## Galerie

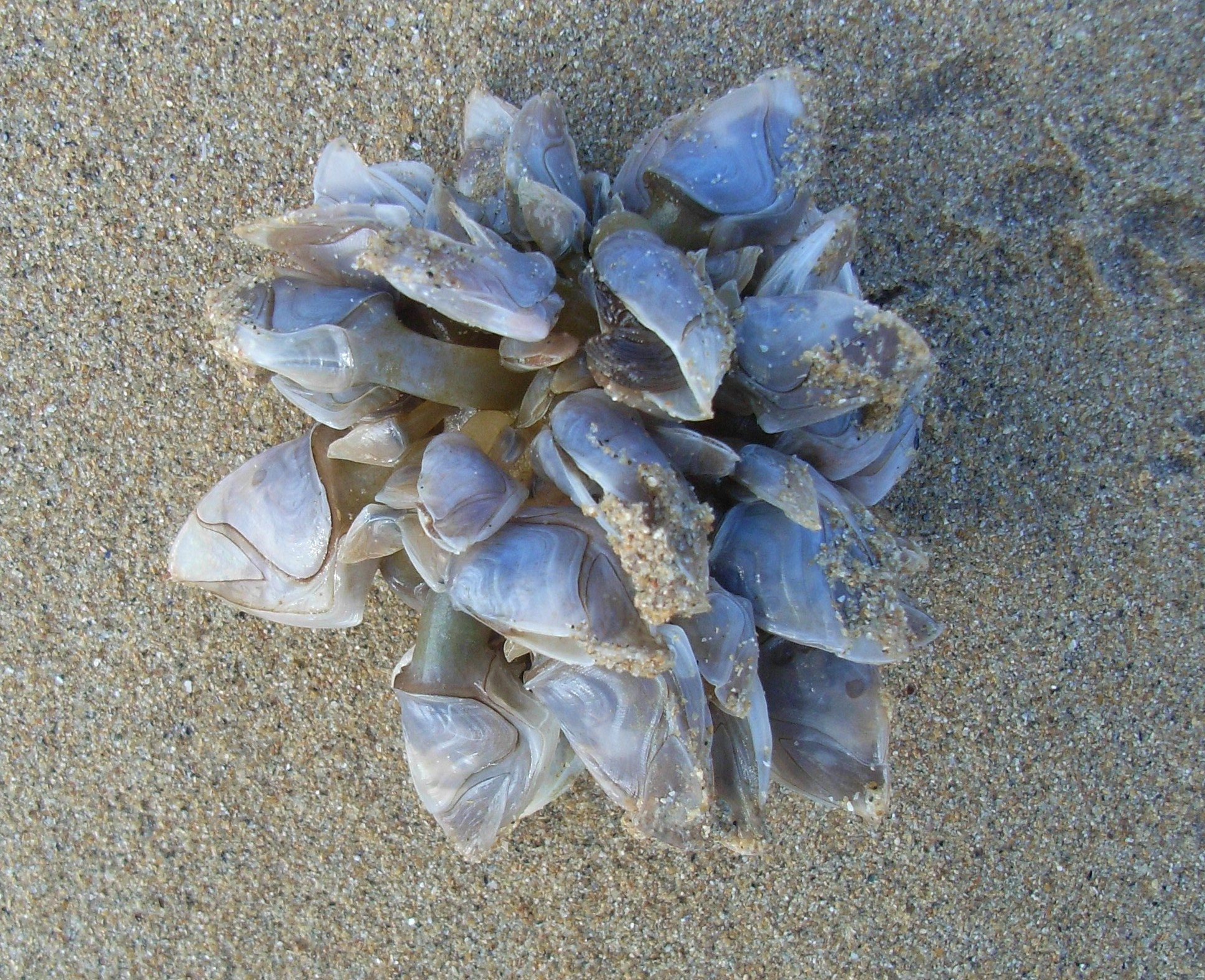
Dosima fascicularis
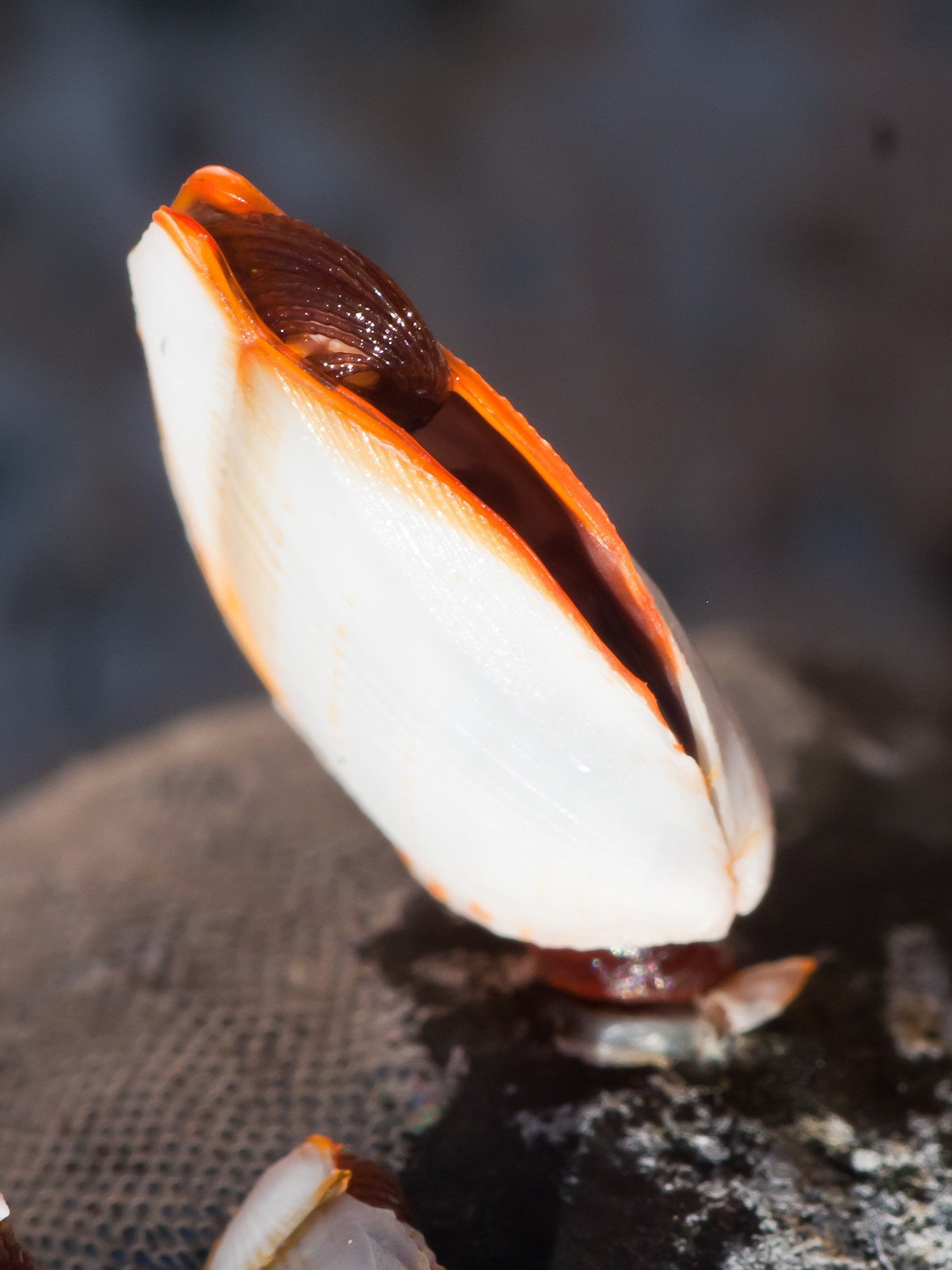
Lepas anatifera
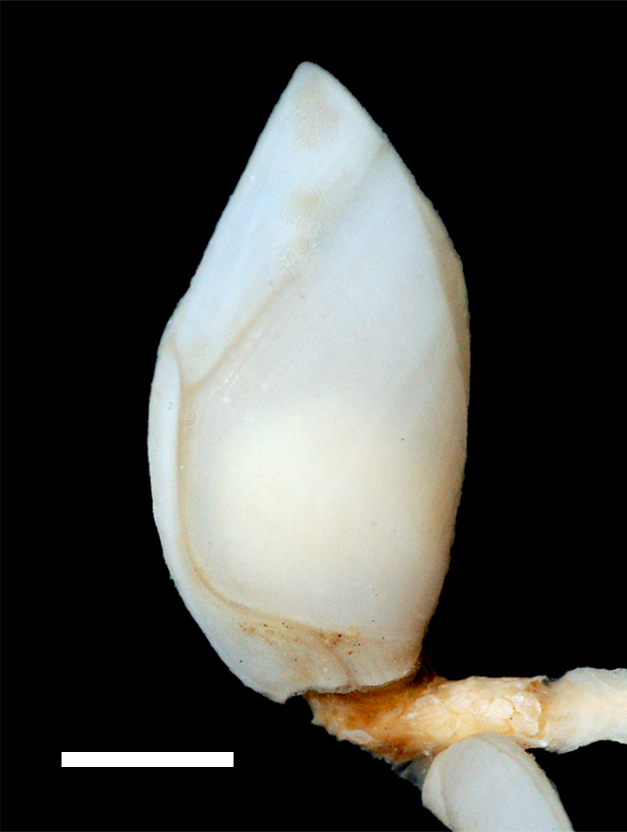
Glyptelasma hamatum
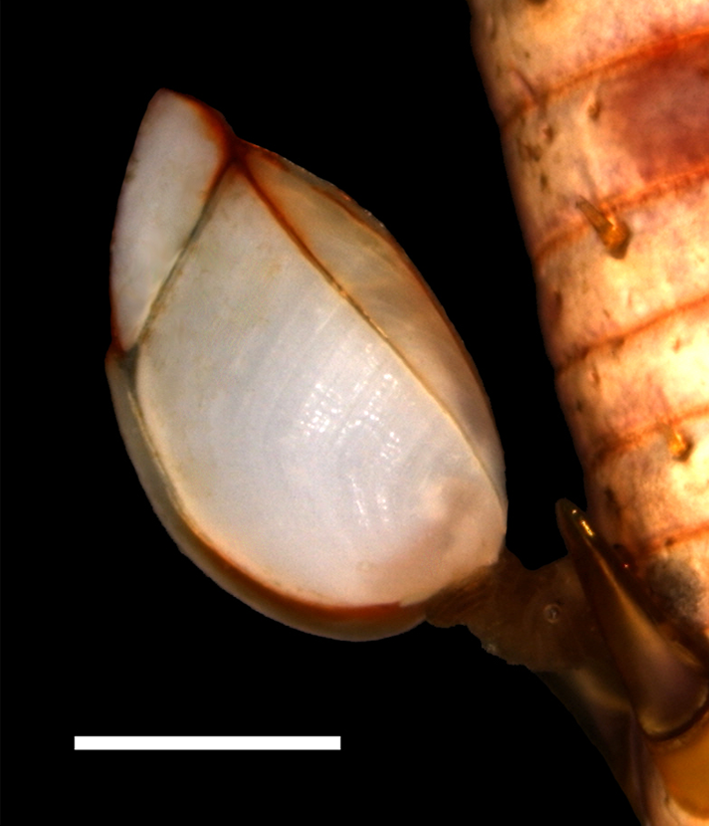
Temnaspis amygdalum
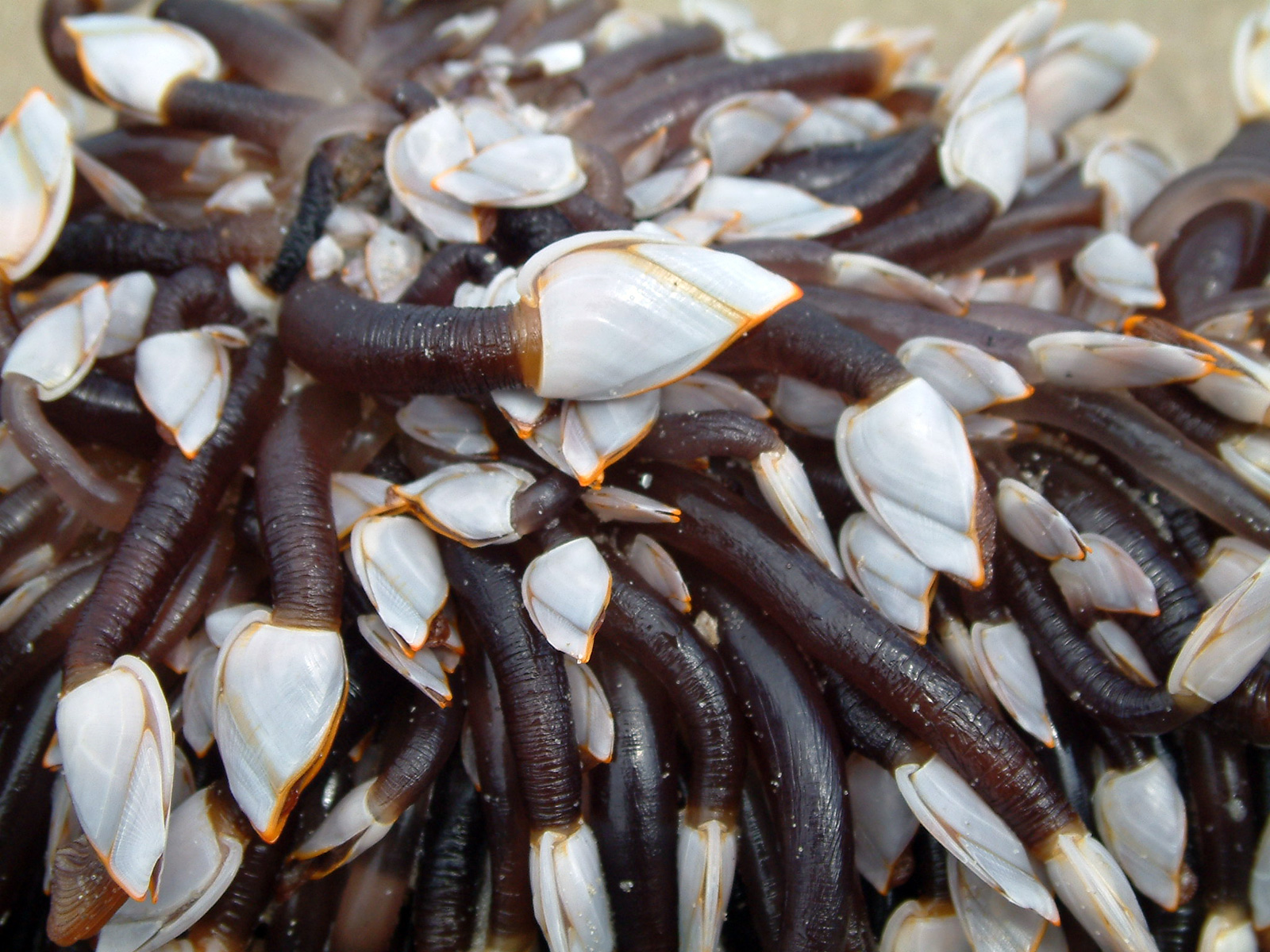
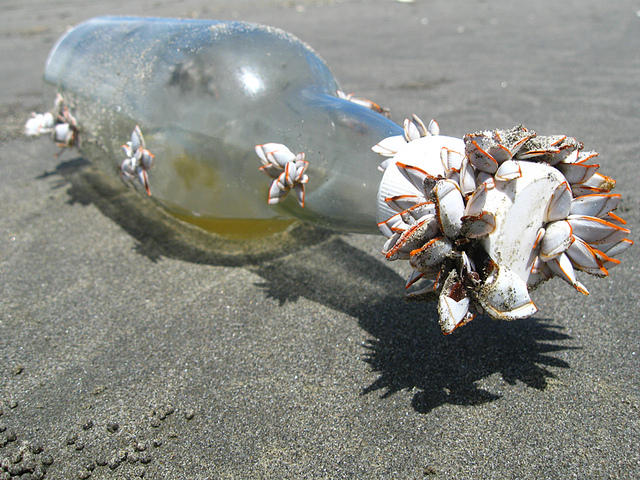
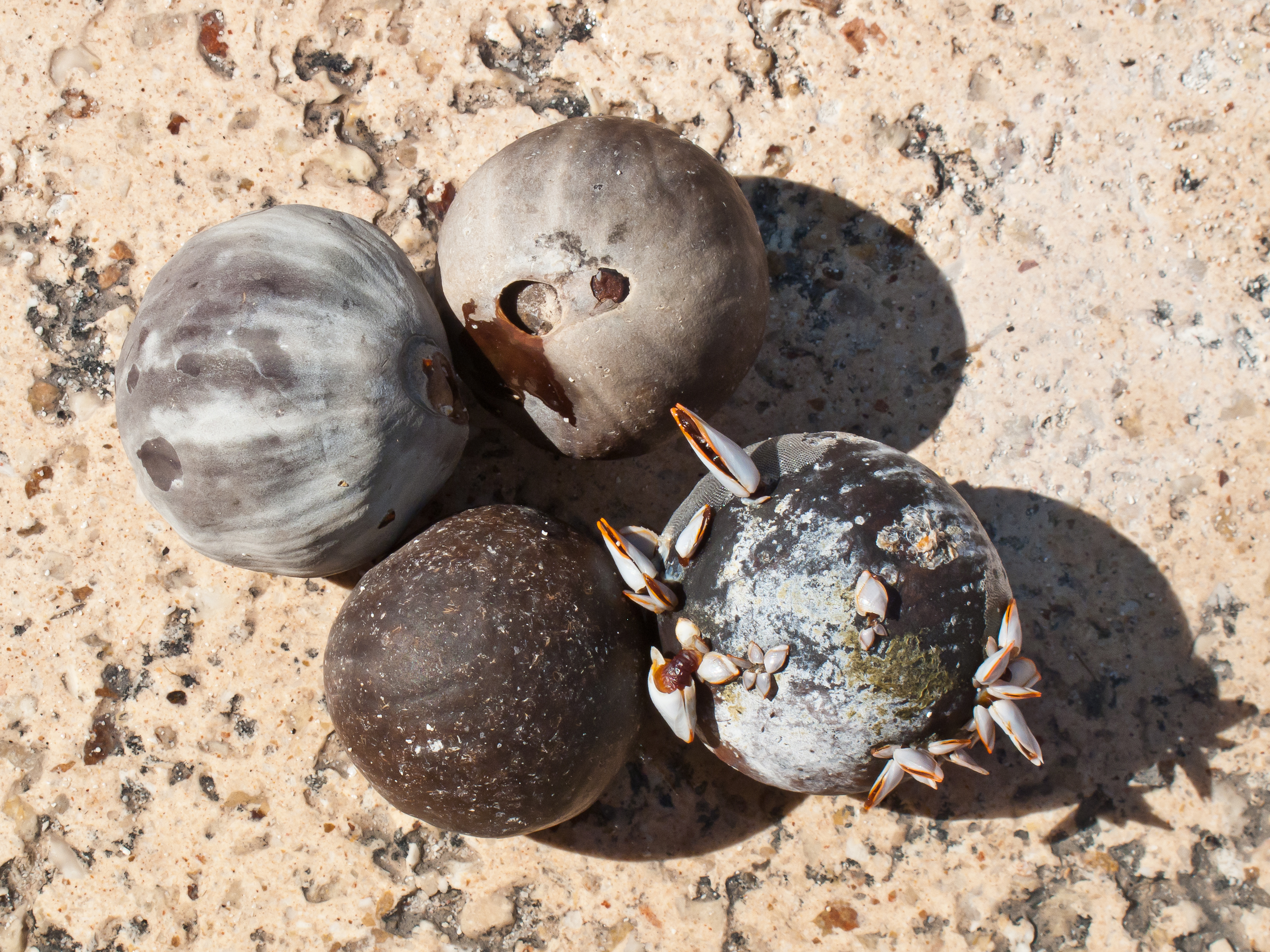

## Alimentation

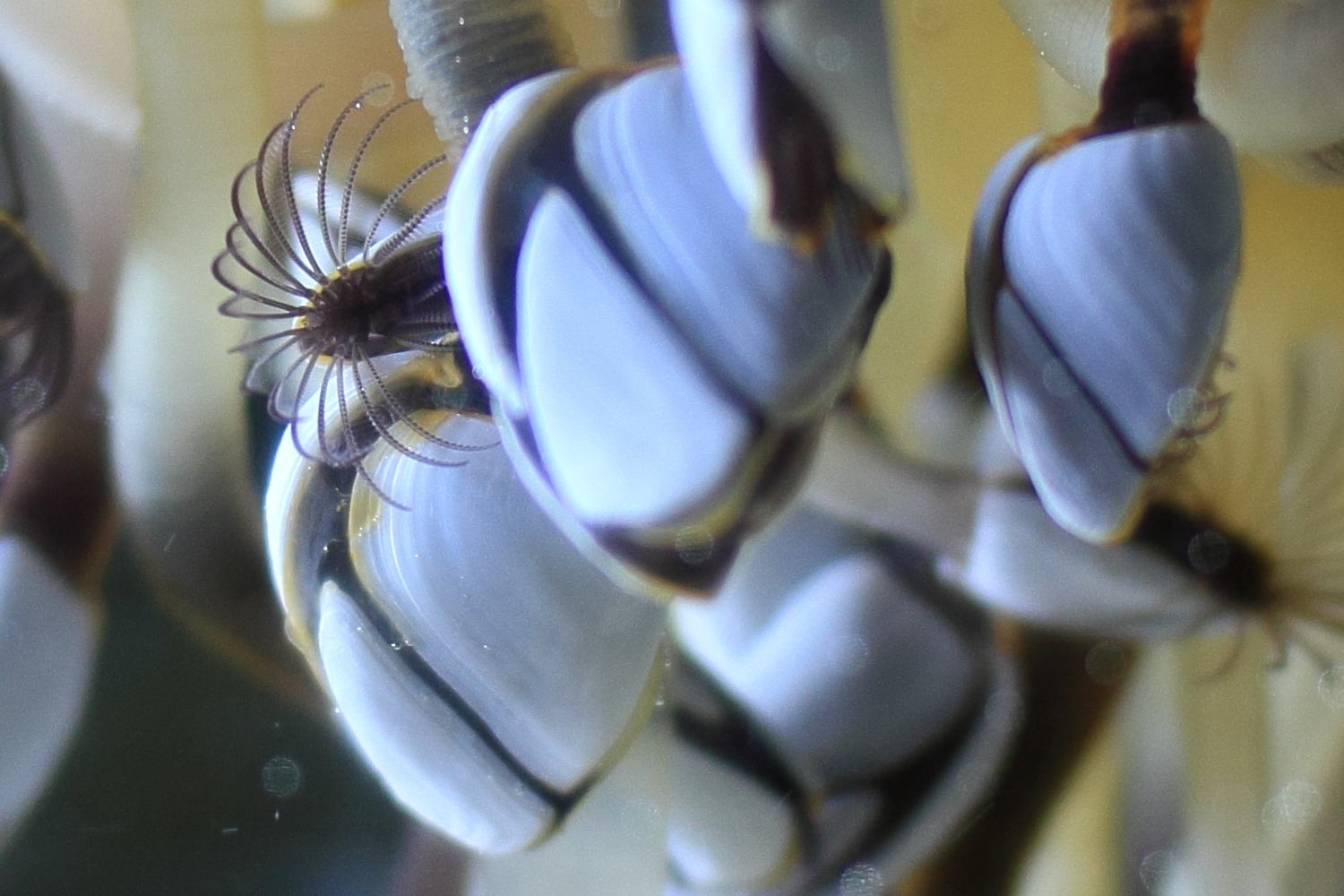
Cirres permettant l'alimentation. Anatifes à lAquarium marin de Trégastel

Les anatifes s'alimentent de plancton qu'ils attrapent à l'aide des cirres, appendices fourchus couverts de poils, en forme de longs fouets multi-articulés, ressemblant à de petites plumes. Les cirres apportent les particules alimentaires, les ramenant vers des pièces buccales assez typiques et regroupées en une sorte de cône oral.

## Reproduction

### Fécondité et fécondation
Les anatifes sont hermaphrodites, mais il n’y a pas d’auto-fécondation. Dans les colonies, la fécondation est croisée : les œufs sont fécondés dans l'espace compris entre la coquille et le corps, par une autre anatife qui déroule pour cela un pénis de plusieurs centimètres. Les œufs éclosent en donnant de petites larves nageuses, qui ressemblent à celles des crustacés mobiles.
En haute mer, les substrats dérivant, permettant la fixation des larves, sont rares. Afin de pallier cette difficulté, les anatifes présentent une forte fécondité (de 7 000 à plus de 300 000 œufs suivant les espèces).

### Développement larvaire et fixation
À l’éclosion des œufs, les larves, nombreuses, sont libérées dans l'océan. Il existe six stades planctoniques successifs répartis en deux phases : la phase nauplius, dans laquelle elles mènent une vie pélagique ; suivie par la phase cypris, stade larvaire précédant la fixation. C’est d'ailleurs l’étude du stade larvaire des cirripèdes qui a permis de les rattacher à la classe des crustacés. La durée de ce dernier stade peut être prolongée de plusieurs semaines pour permettre aux individus de trouver un support de fixation adapté. Fréquemment, les larves se fixent sur les adultes de la même espèce, formant ainsi de larges colonies en grappe. Ce comportement favorise la variabilité génétique de la population. De plus, la grappe formée constitue une cible privilégiée pour les colonisations futures.
Lors de leur fixation, les larves d’anatifes ont une taille de 1 à 1,5 mm. Les vitesses de croissance peuvent être rapides suivant les espèces, de 4 à 5 mm pendant les cinq premiers mois suivant la fixation. De même, certaines d’entre elles sont sexuellement matures 4 à 5 semaines après leur installation.

## Anatife et l'homme
Une légende ancienne, ayant cours avant que le lieu de nidification des bernaches nonnettes, espèce migrante, ne soit connu, prétend que les anatifes sont à l'origine de ces oiseaux, d'où le nom vernaculaire anglais des anatifes, les Pedunculata et des bernaches barnacle goose. Le moine gallois du XIIe siècle, Giraud de Barri, a même affirmé avoir vu des oies bernaches en train de se transformer.
« Anatife » est le nom du plus petit navire pétrolier double coque français qui alimente les communes françaises insulaires de Belle-Île-en-Mer et L'Île-d'Yeu en combustibles liquides (fioul domestique, carburants terrestre et marin).